# 14537 Тин над Влтавою
14537 Тин над Влтавою (14537 Týn nad Vltavou) — астероїд головного поясу, відкритий 10 вересня 1997 року.
Тіссеранів параметр щодо Юпітера — 3,385.
За назвою міста Тин над Влтавою у Чехії.